# (5519) Lellouch
|  | Per a altres significats, vegeu «Lelouch». |

(5519) Lellouch és un asteroide del cinturó principal d'asteroides.

## Descripció
(5519) Lellouch és un asteroide del cinturó principal d'asteroides. Va ser descobert el 23 d'agost de 1990 al Mount Palomar per l'astrònom Henry E. Holt. Presenta una òrbita caracteritzada per un semieix major de 3,1670642528 UA, una excentricitat de 0.0361647217 i una inclinació de 6,719603277° pel que fa a l'eclíptica.
Hi va haver nomenat en l'honor de l'astrònom francès Emmanuel Lellouch, nascut l'any 1963.

## Complements